# Håkan Syrén
Håkan Erik Gunnar Syrén, född 31 januari 1952 i Växjö församling i Kronobergs län, är en svensk militär (general), Sveriges överbefälhavare från 2004 till 2009 samt innehavare av posten som ordförande i Europeiska unionens militärkommitté från 2009 till 2012. Han var den förste överbefälhavaren med bakgrund från marinen, där han tjänstgjorde vid kustartilleriet och bland annat utbildade kustjägare.

## Biografi
Syrén är uppvuxen i Uppsala, där han gick ut från Lundellska läroverket 1970. Syrén avlade marinofficersexamen vid Kungliga Sjökrigsskolan 1973 och utnämndes samma år till löjtnant vid Vaxholms kustartilleriregemente, där han var trupputbildare 1973–1979 och befordrades till kapten 1976. Syrén genomgick den ettåriga Stabskursen vid Militärhögskolan 1979, tjänstgjorde vid Organisationsavdelningen i Marinstaben 1980–1982, gick Högre stabskursen på Marinlinjen vid Militärhögskolan 1982–1984, befordrades till major 1983 och var detaljchef vid Planeringsavdelningen i Marinstaben 1984–1986. Därefter var han detaljchef vid Planeringsavdelningen i Försvarsstaben 1986–1989, befordrades till överstelöjtnant 1988 och studerade vid Naval War College i USA 1988–1989. Han var kung Carl Gustafs adjutant en månad om året 1988–1996, lärare i strategi vid Militärhögskolan 1989–1990, chef för Planeringssektionen vid Marinstaben 1990–1992 och amfibiebataljonschef 1992–1994.
Syrén befordrades till överste 1994 och var chef för Andra kustartilleribrigaden med Vaxholms kustartilleriregemente 1994–1996 samt befordrades till överste av första graden 1996 och var chef för Operativa inriktningsavdelningen i Operationsledningen vid Högkvarteret 1996–1998. Han gick Chefskursen vid Försvarshögskolan 1997, studerade vid Senior International Defence Management Course 1998, var sekreterare i Försvarsberedningen 1998–1999, befordrades till generalmajor 1999 och var militärsakkunnig i Försvarsdepartementet under 1999. Åren 1999–2003 var han chef för Militära underrättelse- och säkerhetstjänsten, befordrad till generallöjtnant 2001.
Den 27 november 2003 utnämndes Syrén av regeringen till överbefälhavare (ÖB) för perioden 1 januari 2004–31 december 2009, samtidigt som han befordrades till general från och med den 1 januari 2004. 
Den 29 oktober 2008 rekommenderade EU-ländernas försvarschefer Håkan Syrén som näste ordförande i Europeiska unionens militärkommitté (EUMC) från slutet av 2009, då mandatperioden för Henri Bentégeat gick ut. Syrén hade tidigare nominerats till denna post av den svenska regeringen. Utnämningen bekräftades 8 december 2008 av Europeiska unionens råd och Syrén utsågs för en period på tre år med början den 6 november 2009. Den 25 mars 2009 efterträddes Syrén som överbefälhavare av Sverker Göranson. Efter att 2012 ha lämnat ordförandeskapet för EUMC och därmed avgått ur Försvarsmakten är Syrén sedan 2012 Senior Advisor åt Swedish Space Corporation.
Håkan Syrén invaldes som ledamot av Kungliga Örlogsmannasällskapet 1992, som ledamot av Kungliga Krigsvetenskapsakademien 1996 och som ledamot av Internationella Institutet för Strategiska Studier (IISS) 1997. År 2006 utnämndes han till kommendör av franska Hederslegionen.
Håkan Syrén är son till överstelöjtnant Gunnar Syrén och Siv Syrén. Han är gift med Birgitta Syrén och har tre barn.

## Utmärkelser

### Svenska
- Hans Majestät Konungens medalj, 12:e storleken i guld med kedja (2009)[14]
- Hans Majestät Konungens medalj, 8:e storleken i serafimerordens band (1994)[14]
- Riksförbundet Sveriges lottakårers kungliga förtjänstmedalj i guld (22 november 2008)[15]
- Förbundet Kustjägarnas förtjänstmedalj i silver (2006)[16]

### Utländska
- Storkorset av Finlands Lejons orden (2009)[17]
- Storkorset av Norska förtjänstorden (15 april 2009)[18]
- Kommendör av Hederslegionen (27 juni 2006)[19]